# I Am Not
I Am Not (estilizado como I Am NOT) é o extended play (EP) de debut do grupo sul-coreano Stray Kids. O EP foi lançado digitalmente e fisicamente em 26 de Março de 2018 pela JYP Entertainment e distribuído através de Iriver. Teve um showcase com o nome de Stray Kids Unveil: Op. 01: I Am Not um dia antes do lançamento do EP.

## Lista de faixas
| I Am Not — Digital EP |                                                      |                            |         |  |
| N.º                   | Título                                               | Arranjo                    | Duração |  |
| 1.                    | "Not!"                                               | Hong Ji-sang               | 1:22    |  |
| 2.                    | "District 9"                                         | Trippy Bang Chan           | 3:31    |  |
| 3.                    | "Mirror"                                             | Lee Woo-min "collapsedone" | 3:40    |  |
| 4.                    | "Awaken"                                             | Kim Park Chella Bang Chan  | 3:13    |  |
| 5.                    | "Rock" (hangul: 돌; rr: Dol)                         | Full8loom                  | 3:13    |  |
| 6.                    | "Grow Up" (hangul: 잘 하고 있어; rr: Jal Hago Isseo) | Trippy Bang Chan           | 3:30    |  |
| 7.                    | "3rd Eye"                                            | This N That                | 4:03    |  |

| I Am Not — Physical EP bonus tracks |              |                            |         |  |
| N.º                                 | Título       | Arranjo                    | Duração |  |
| 8.                                  | "Mixtape #1" | Lee Woo-min "collapsedone" | 4:19    |  |

## Desempenho nas tabelas musicas
| Tabela musical (2018)                  | Melhor posição |
| -------------------------------------- | -------------- |
| Nova Zelândia Heatseeker Álbuns (RMNZ) | 9              |
| Álbuns Sul-Coreanos (Gaon)             | 4              |